# Adistemia prenanti
Adistemia prenanti is een keversoort uit de familie schimmelkevers (Latridiidae). De wetenschappelijke naam van de soort werd in 1960 gepubliceerd door Roger Dajoz.